# Echinopsis thionantha
Echinopsis thionantha là một loài thực vật có hoa trong họ Cactaceae. Loài này được (Speg.) D.R.Hunt mô tả khoa học đầu tiên năm 1987.